# Стефані Скотт
Стефані Ноель Скотт (укр. Stefanie Noelle Scott; нар. 6 грудня 1996, Чикаго, США) — американська актриса та співачка. Вона відома своєю головною героїнею на ім'я Алексіс «Лексі» Рід у серіалі Disney Channel «Табір О.С.А.».

## Біографія
Скотт народився в Чикаго, штат Іллінойс, і має двох старших братів. Вона жила в Індіалантік, штат Флорида, і відвідувала Єпископальну академію Святої Трійці, перш ніж у 2010 році почала навчатися вдома.

## Фільмографія
| Рік       |   | Українська назва                    | Оригінальна назва                 | Роль                  |
| --------- | - | ----------------------------------- | --------------------------------- | --------------------- |
| 2008      | с | Чак                                 | Chuck                             | Сара Вокер (молодий)  |
| 2008      | ф | Велика перерва Бетховена            | Beethoven's Big Break             | Кеті                  |
| 2009      | с | Спеціальний агент Осо               | Special Agent Oso                 | Емма                  |
| 2010      | с | Сини Тусона                         | Sons of Tucson                    | Моллі                 |
| 2010      | ф | Смішно на фарсі                     | Funny in Farsi                    | Дебора «Деббі» Епплбі |
| 2011      | ф | Більше ніж секс                     | No Strings Attached               | Емма                  |
| 2011—2014 | с | Табір О.С.А.                        | A.N.T. Farm                       | Лексі Рід             |
| 2012      | ф | Закляті друзі                       | Frenemies                         | Джуліанна             |
| 2012      | ф | Ральф-руйнівник                     | Wreck-It Ralph                    | Моппет дівчина        |
| 2014      | с | Джессі                              | Jessie                            | Мейбель               |
| 2014      | с | Закон і порядок: Спеціальний корпус | Law & Order: Special Victims Unit | Клер Вілсон           |
| 2014      | ф | Червона зона                        | Red Zone                          | Кароліна              |
| 2015      | ф | Астрал: Частина 3                   | Insidious: Chapter 3              | Квін Бреннер          |
| 2015      | ф | Jem and the Holograms               | Jem and the Holograms             | Кімбер Бентон         |
| 2015      | ф | Спійманий                           | Caught                            | Еллі                  |
| 2016      | ф | I.T.                                | –                                 | Кейтлін Ріган         |
| 2017      | ф | Злочин у маленькому місті           | Small Town Crime                  | Плющ                  |
| 2017      | ф | 1 миля до вас                       | 1 Mile to You                     | Еллі                  |
| 2018      | ф | Астрал: Останній ключ               | Insidious: The Last Key           | Квін Бреннер          |
| 2018      | ф | Перше світло                        | At First Light                    | Алекс Лейні           |
| 2018      | ф | Гарний хлопчик                      | Beautiful Boy                     | Джулія                |
| 2018      | ф | Хороші дівчата кайфують             | Good Girls Get High               | Даніель               |
| 2018      | ф | Вільна кімната                      | Spare Room                        | Ханна                 |
| 2019      | ф | Прокляття «Мері»                    | Mary                              | Ліндсі Грір           |
| 2021      | ф | Дівчина в підвалі                   | Girl in the Basement              | Сара Коді             |
| 2021      | ф | Останнє, що бачила Мері             | The Last Thing Mary Saw           | Мері                  |
| 2021      | с | Дівчина в лісі                      | The Girl in the Woods             | Керрі                 |
| 2022      | с | Аляска Щодня                        | Alaska Daily                      | Еріка Блок            |